# نهر تيستا

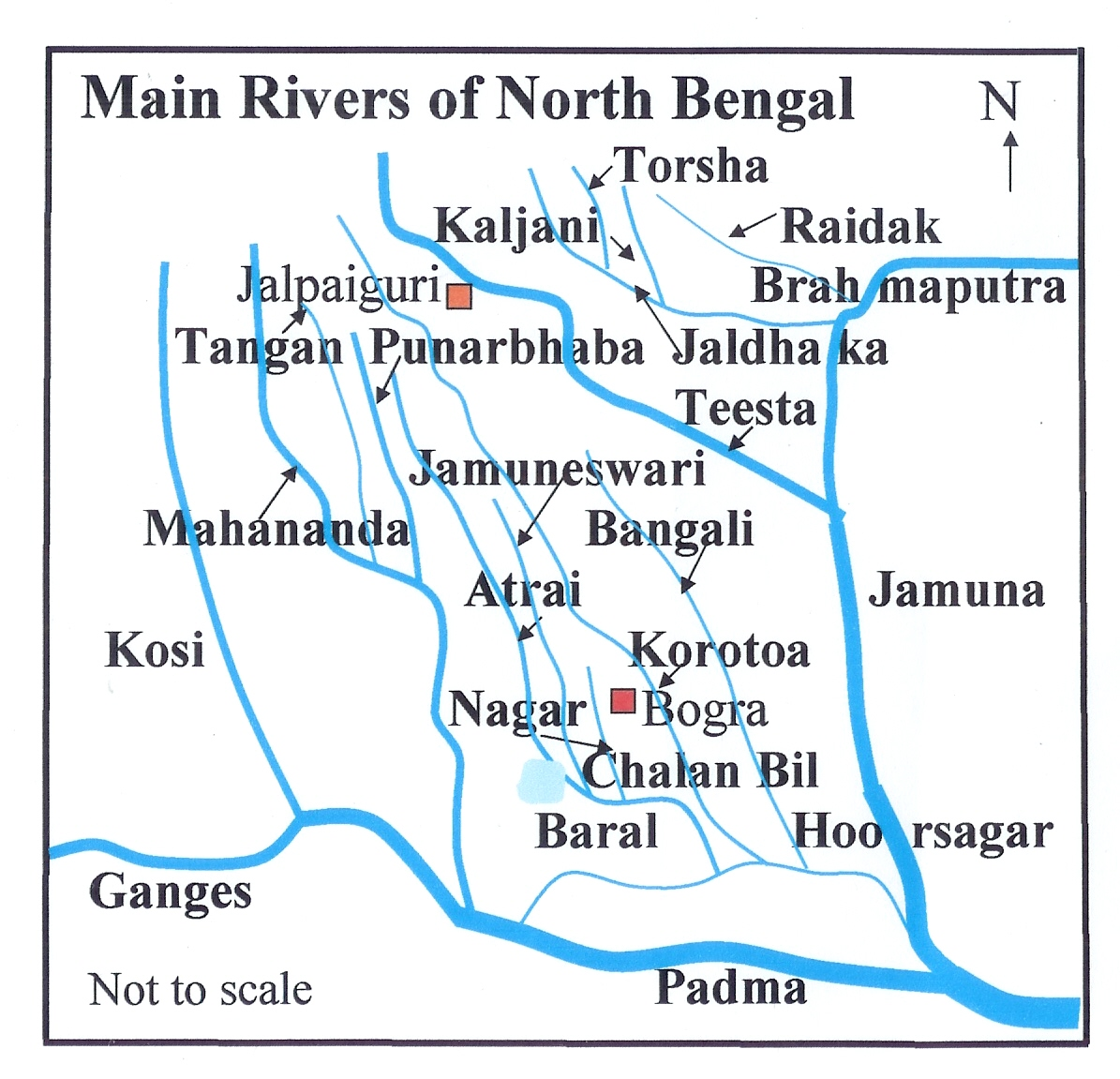
خريطة نهر تيستا في شمال البنغال

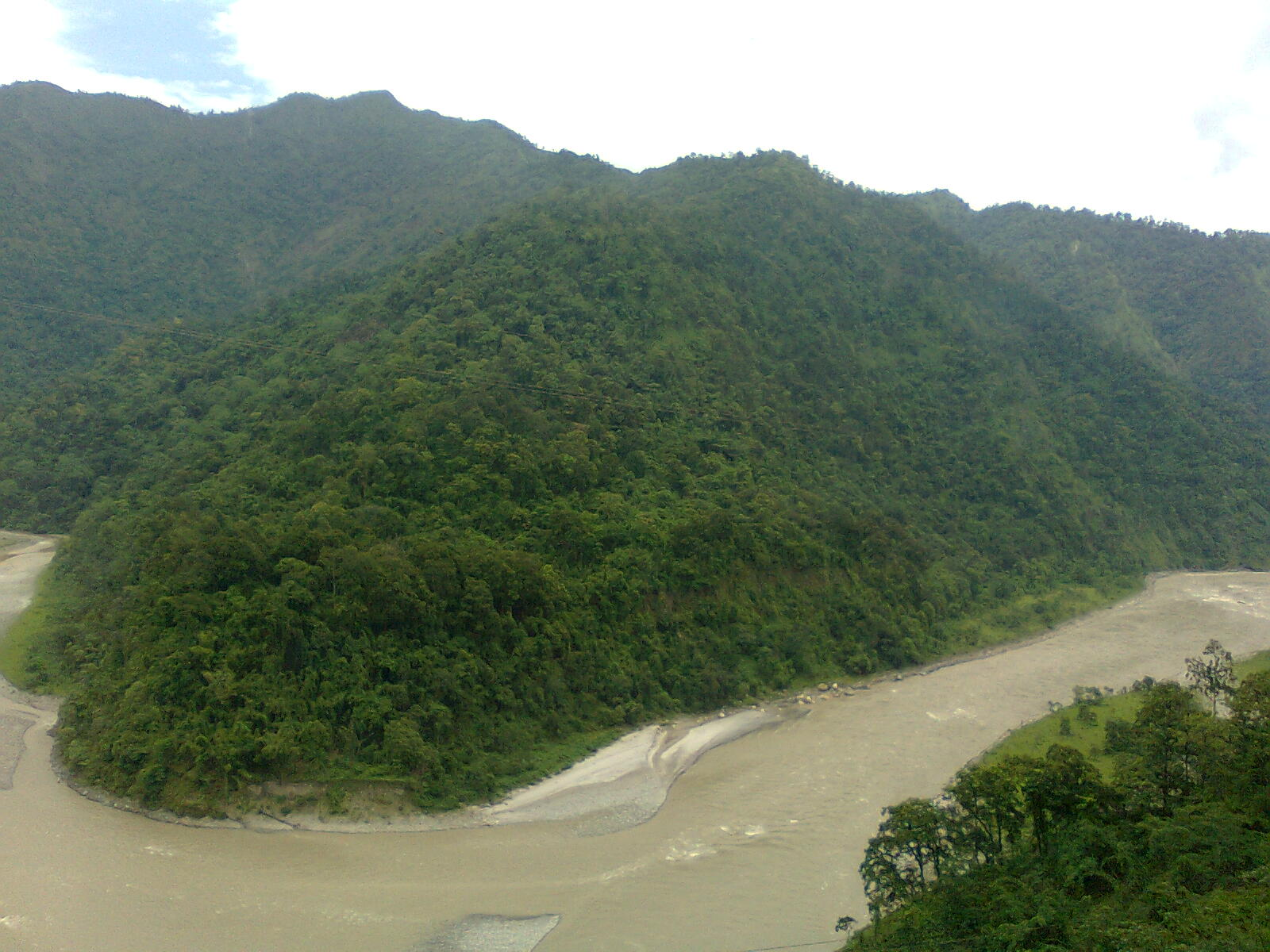
نهر تيستا

نهر تيستا أو تيستا (بالنيبالية: तीष्टा، بالهندية: तीस्ता، بالبنغالية: তিস্তা) نهر طويل يمتد على طول 309 كيلومتر (192 ميل) يتدفق من ولاية سيكيم الهندية من بين جبال الهيمالايا الخضراء في وديان الأنهار المعتدلة والاستوائية ويشكل الحدود بين سيكيم وبنغال الغربية ويمر عبر مدن رانكبو وجالبايجوري وكاليمبونج (غرب البنغال) ثم يصب في نهر جمنا ليشكلا معا قناة فرعية لنهر براهمابوتر في بوجرا في بنغلاديش.
.

## وصلات خارجية
- Tista River في GEOnet
- The Teesta River desiccated